# Nati nel 1748
| Questa pagina contiene informazioni ricavate automaticamente dalle voci biografiche con l'ausilio del template Bio e di un bot. L'aggiornamento è periodico e automatico e ricostruisce completamente la pagina. Se manca una persona in questa lista, sei pregato di non aggiungerla, ma accertati piuttosto che la sua voce biografica contenga il template Bio e che i dati anagrafici siano correttamente compilati. Se il template Bio manca, inseriscilo tu stesso o, in alternativa, metti l'avviso {{tmp\|Bio}} che ne segnala la mancanza. Se i dati riportati sono sbagliati, correggi direttamente la voce biografica; le modifiche saranno visibili in questa lista entro pochi giorni. Per chiarimenti vedi il progetto biografie. La lista contiene solo le 167 persone che sono citate nell'enciclopedia e per le quali è stato implementato correttamente il template Bio. Pagina aggiornata al 12 nov 2024. |

## Gennaio(7)
- 1º gennaio - Archibald Cochrane, IX conte di Dundonald, nobile e inventore scozzese († 1831)
- 1º gennaio - Giovanni Furno, compositore italiano († 1837)
- 2 gennaio - Gerolamo Pitzolo, politico e militare italiano († 1795)
- 13 gennaio - François Étienne de Rosily-Mesros, ammiraglio francese († 1832)
- 21 gennaio - Maksim Maksimovič Alopeus, diplomatico russo († 1822)
- 29 gennaio - Francesco Chiarottini, pittore, architetto e incisore italiano († 1796)
- 30 gennaio - Federico V d'Assia-Homburg, sovrano († 1820)

## Febbraio(11)
- 3 febbraio - Samuel Osgood, politico statunitense († 1813)
- 5 febbraio - Christian Gottlob Neefe, compositore e direttore d'orchestra tedesco († 1798)
- 5 febbraio - Elias Stein, scacchista olandese († 1812)
- 6 febbraio - Johann Adam Weishaupt, filosofo tedesco († 1830)
- 9 febbraio - John Thomas Duckworth, ammiraglio britannico († 1817)
- 15 febbraio - Jeremy Bentham, filosofo, giurista e economista inglese († 1832)
- 17 febbraio - Luigi Cremani, giurista e magistrato italiano († 1838)
- 21 febbraio - Richard Howard, IV conte di Effingham, nobile, politico e militare britannico († 1816)
- 26 febbraio - Luigi Fortis, gesuita italiano († 1829)
- 27 febbraio - Anders Erikson Sparrman, naturalista svedese († 1820)
- 28 febbraio - Giovanni Maironi da Ponte, scienziato e scrittore italiano († 1833)

## Marzo(15)
- 2 marzo - Bernardo Maria Carenzoni, vescovo cattolico italiano († 1811)
- 2 marzo - Josef Fiala, compositore, oboista e violoncellista ceco († 1816)
- 3 marzo - Hyacinthe Arrighi de Casanova, magistrato, funzionario e politico francese († 1819)
- 5 marzo - Jonas Dryander, botanico svedese († 1810)
- 6 marzo - Domenico Pizzamano, politico e ammiraglio italiano († 1817)
- 7 marzo - Francesco Chiarchiaro, vescovo cattolico italiano († 1834)
- 8 marzo - Guglielmo V di Orange-Nassau, nobile († 1806)
- 10 marzo - John Playfair, matematico e filosofo scozzese († 1819)
- 15 marzo - Antonio Valcárcel y Pío de Saboya, archeologo, letterato e scrittore spagnolo († 1808)
- 19 marzo - Luca Cubeddu, poeta e predicatore italiano († 1828)
- 19 marzo - Giuseppe Antonio Fabbrini, pittore italiano
- 19 marzo - Elias Hicks, carpentiere, agricoltore e sacerdote statunitense († 1830)
- 24 marzo - François André Dejean, vescovo cattolico francese
- 25 marzo - Vittorio Della Chiesa di Cinzano e di Roddi, generale italiano († 1826)
- 26 marzo - Benedetto Giuseppe Labre, santo francese († 1783)

## Aprile(15)
- 1º aprile - Carlo Rosini, vescovo cattolico e filologo italiano († 1836)
- 3 aprile - Dietrich Tiedemann, filosofo tedesco († 1803)
- 8 aprile - Giovanni Battista Palletta, medico italiano († 1832)
- 12 aprile - Antoine-Laurent de Jussieu, botanico francese († 1836)
- 13 aprile - Joseph Bramah, inventore britannico († 1814)
- 16 aprile - Clemens August Theodor Josef von Nagel zur Loburg, militare, diplomatico e nobile tedesco († 1828)
- 17 aprile - Charles Blagden, fisico britannico († 1820)
- 17 aprile - Leopold Raymund Leonhard von Thun und Hohenstein, vescovo cattolico tedesco († 1826)
- 19 aprile - Jean Philippe Garran de Coulon, politico, avvocato e nobile francese († 1816)
- 22 aprile - Daniele Andrea Dolfin, nobile, politico e diplomatico italiano († 1798)
- 23 aprile - Félix Vicq d'Azyr, anatomista e medico francese († 1794)
- 25 aprile - Paolino da San Bartolomeo, religioso, orientalista e storico austriaco († 1806)
- 25 aprile - Pierre-Louis Ginguené, letterato, storico e critico musicale francese († 1815)
- 26 aprile - Alessandro Malvasia, cardinale italiano († 1819)
- 27 aprile - Adamantios Korais, filologo greco († 1833)

## Maggio(11)
- 2 maggio - Antonio Litta Visconti Arese, nobile e politico italiano († 1820)
- 3 maggio - Emmanuel Joseph Sieyès, abate e politico francese († 1836)
- 5 maggio - Francesco Azopardi, compositore e organista maltese († 1809)
- 7 maggio - Olympe de Gouges, drammaturga e attivista francese († 1793)
- 10 maggio - Louis Pierre Vieillot, ornitologo francese († 1830)
- 14 maggio - Franz Joseph von Albini, diplomatico, militare e politico austriaco († 1816)
- 22 maggio - Johann Prokop von Schaffgotsch, arcivescovo cattolico boemo († 1813)
- 23 maggio - Francesco Fontani, filologo, archeologo e numismatico italiano († 1818)
- 24 maggio - Christian Ehrenfried Weigel, naturalista e chimico tedesco († 1831)
- 28 maggio - Frederick Howard, V conte di Carlisle, nobile, politico e scrittore britannico († 1825)
- 29 maggio - Lorenzo Girolamo Mattei, cardinale, patriarca cattolico e nobile italiano († 1833)

## Giugno(6)
- 8 giugno - Antonio Dugnani, cardinale e arcivescovo cattolico italiano († 1818)
- 8 giugno - William Few, politico statunitense († 1828)
- 24 giugno - Jean Florimond Boudon de Saint-Amans, naturalista francese († 1831)
- 25 giugno - Francesco Saverio Buonomo, vescovo cattolico italiano († 1827)
- 29 giugno - Pietro Cossali, matematico italiano († 1815)
- 30 giugno - Jean-Dominique Cassini, astronomo e cartografo francese († 1845)

## Luglio(6)
- 13 luglio - Francesco Girolamo Bocchi, storico e archeologo italiano († 1810)
- 16 luglio - Pio Gerolamo Vidua, politico italiano († 1836)
- 20 luglio - Giulio Gabrielli il Giovane, cardinale italiano († 1822)
- 21 luglio - Abraham-Louis-Rodolphe Ducros, pittore svizzero († 1810)
- 31 luglio - Sebastiano Alcaini, vescovo cattolico italiano († 1803)
- 31 luglio - Alexis Balthazar Henri Schauenburg, generale francese († 1831)

## Agosto(14)
- 4 agosto - Maximilian Stadler, abate, compositore e musicologo austriaco († 1833)
- 8 agosto - Antonio Codronchi, arcivescovo cattolico italiano († 1826)
- 8 agosto - Johann Friedrich Gmelin, biologo, botanico e entomologo tedesco († 1804)
- 10 agosto - Józef Maksymilian Ossoliński, politico e scrittore polacco († 1826)
- 11 agosto - Joseph Schuster, compositore tedesco († 1812)
- 15 agosto - Francesco Foggi, giurista e avvocato italiano († 1824)
- 16 agosto - Giorgio Augusto di Meclemburgo-Strelitz, militare e nobile austriaco († 1785)
- 16 agosto - Francesco Boaretti, grecista e traduttore italiano († 1799)
- 16 agosto - Louis Grignon, generale francese († 1825)
- 18 agosto - Pierre Sonnerat, naturalista e esploratore francese († 1814)
- 19 agosto - Jean-François-Régis Clet, presbitero francese († 1820)
- 21 agosto - Aurelio Roverella, cardinale italiano († 1812)
- 28 agosto - Adelheid Amalie Gallitzin, nobile tedesca († 1806)
- 30 agosto - Jacques-Louis David, pittore e politico francese († 1825)

## Settembre(16)
- 4 settembre - James Cecil, I marchese di Salisbury, nobile e politico britannico († 1823)
- 4 settembre - Pietro Zani, scrittore, poeta e critico d'arte italiano († 1821)
- 12 settembre - Jean-Michel Huon de Kermadec, navigatore francese († 1793)
- 12 settembre - Aleksej Kirillovič Razumovskij, politico russo († 1822)
- 12 settembre - Andreas Riedel, scrittore e politico austriaco († 1837)
- 14 settembre - Giovanni Paolo Schulthesius, religioso, compositore e pianista tedesco († 1816)
- 18 settembre - Giuseppe Antonio Guattani, archeologo e scrittore italiano († 1830)
- 20 settembre - Maria Aurora di Sassonia,  francese († 1821)
- 20 settembre - Benjamin Goodhue, politico statunitense († 1814)
- 21 settembre - Nicolas Chambon, medico e politico francese († 1826)
- 23 settembre - Asaf-ud-Daula, sovrano indiano († 1797)
- 23 settembre - Paolo Greppi, diplomatico italiano († 1800)
- 26 settembre - Johann Sebastian Bach, pittore tedesco († 1778)
- 26 settembre - Cuthbert Collingwood, I barone Collingwood, ammiraglio britannico († 1810)
- 27 settembre - Bernardo Maria Cenicola, arcivescovo cattolico italiano († 1814)
- 28 settembre - La Perricholi, attrice teatrale, cantante e ballerina peruviana († 1819)

## Ottobre(12)
- 1º ottobre - Claude Henri de Belgrand de Vaubois, generale e politico francese († 1839)
- 6 ottobre - Augustin Dupré, incisore e medaglista francese († 1833)
- 7 ottobre - Carlo XIII di Svezia, sovrano svedese († 1818)
- 9 ottobre - Jacob Adam, incisore austriaco († 1811)
- 10 ottobre - Johann Dominicus Fiorillo, pittore e storico dell'arte tedesco († 1821)
- 13 ottobre - Franz von Werneck, generale austriaco († 1806)
- 15 ottobre - Christian zu Stolberg-Stolberg, poeta tedesco († 1821)
- 19 ottobre - Thomas Graham, generale britannico († 1843)
- 19 ottobre - Martha Wayles Skelton Jefferson, politica statunitense († 1782)
- 26 ottobre - Anne Seymour Damer, scultrice inglese († 1828)
- 29 ottobre - Carlos Amarante, architetto e ingegnere portoghese († 1815)
- 29 ottobre - Pierre-Paul Colonna de Cesari Rocca, politico e generale francese († 1829)

## Novembre(10)
- 1º novembre - Gian Francesco Galeani Napione, storico, letterato e poeta italiano († 1830)
- 3 novembre - Domenico Luigi Batacchi, scrittore italiano († 1802)
- 6 novembre - Carlo Labruzzi, pittore, disegnatore e incisore italiano († 1817)
- 11 novembre - Carlo IV di Spagna, sovrano spagnolo († 1819)
- 14 novembre - Philippe-Frédéric de Dietrich, politico e scienziato francese († 1793)
- 17 novembre - Karl Franz von Lodron, vescovo cattolico austriaco († 1828)
- 20 novembre - Jean-François de Bourgoing, diplomatico, traduttore e scrittore francese († 1811)
- 21 novembre - Andrea Colonna di Stigliano, IV principe di Sonnino, militare italiano († 1820)
- 27 novembre - Michele Granata, religioso e patriota italiano († 1799)
- 30 novembre - Gioacchino Albertini, compositore italiano († 1812)

## Dicembre(10)
- 5 dicembre - Giuseppe Gaudenzio Mazzola, pittore italiano († 1838)
- 8 dicembre - Francesco Mario Pagano, giurista, filosofo e politico italiano († 1799)
- 9 dicembre - Claude Louis Berthollet, chimico e scienziato francese († 1822)
- 10 dicembre - Giovanni Barberi, giurista italiano († 1821)
- 10 dicembre - Christoph Friederich Bretzner, scrittore tedesco († 1807)
- 10 dicembre - Giovanni Battista Giovio, nobile e letterato italiano († 1814)
- 14 dicembre - Louis-François de Bausset-Roquefort, cardinale e vescovo cattolico francese († 1824)
- 14 dicembre - William Cavendish, V duca di Devonshire, nobile e politico inglese († 1811)
- 21 dicembre - Ludwig Christoph Heinrich Hölty, poeta tedesco († 1776)
- 21 dicembre - Johann Kollowrat, generale austriaco († 1816)

## Senza giorno specificato(34)
- Javad Khan, sovrano azero († 1804)
- Wilhelm August Christian Abel, pittore tedesco († 1803)
- Jakob Adam, incisore austriaco († 1811)
- Oronzo Albanese, presbitero e rivoluzionario italiano († 1799)
- Alexander Anderson, chirurgo e botanico scozzese († 1811)
- Filippo Anfossi, religioso e teologo italiano († 1825)
- John Baptista Ashe, militare e politico statunitense († 1802)
- Robert Blair, astronomo scozzese († 1828)
- Hugh Henry Brackenridge, scrittore statunitense († 1816)
- Juan Canaveris, avvocato e notaio italiano († 1822)
- Marie-Anne Collot, scultrice francese († 1821)
- James Henry Craig, generale britannico († 1812)
- Adair Crawford, chimico e medico irlandese († 1795)
- Denzen Aōdō, pittore e incisore giapponese († 1822)
- Venerando Gangi, poeta italiano († 1816)
- Achille-Nicolas Isnard, economista e ingegnere francese († 1803)
- Joachim Lafarge, banchiere francese († 1839)
- Joseph Malliard, artigiano austriaco († 1814)
- Thomas Malton, pittore e incisore inglese († 1804)
- Jane Maxwell, nobildonna scozzese († 1812)
- Tomás de Morla y Pacheco, generale spagnolo († 1812)
- Luigi Nuti, incisore, disegnatore e pittore italiano († 1821)
- Baldassarre Odescalchi, III principe Odescalchi, nobile italiano († 1810)
- Antoine Payen il Vecchio, architetto e militare belga († 1798)
- Giuseppe Piattoli, pittore e incisore italiano († 1834)
- Haim Pinto, rabbino marocchino († 1845)
- Tommaso Pollace, pittore italiano († 1830)
- Giuseppe Servolini, pittore italiano († 1834)
- Franz Seydelmann, compositore tedesco († 1806)
- Giuseppe Sisco, chirurgo italiano († 1830)
- Angelo Viva, scultore italiano († 1837)
- Yamagata Bantō, scrittore e astronomo giapponese († 1821)
- Nicolau Tolentino de Almeida, scrittore portoghese († 1811)
- Sante della Valentina, presbitero e letterato italiano († 1826)